# Tortriculladia pentaspila
Tortriculladia pentaspila là một loài bướm đêm trong họ Crambidae.